# Эвакуация
Эвакуация (лат. evacuatio от evacuare «опорожнять, удалять», в другом источнике от лат. vacuus — пустой) — организованное перемещение людей, материальных и культурных ценностей в безопасные места; вывод войск; вывоз государственных учреждений, общественных организаций и даже правительств в безопасные места. При пожаре: вынужденное организованное самостоятельное движение людей из помещений наружу или в безопасную зону.

## Эвакуация населения, материальных и культурных ценностей
Эвакуация населения, материальных и культурных ценностей в безопасные районы — одна из основных задач в области гражданской обороны.

### Рассредоточение
Рассредоточение — комплекс мероприятий по организованному вывозу (выводу) и размещению в загородной зоне свободного от работы персонала, работающих в условиях чрезвычайной ситуации объектов народного хозяйства, а также персонала, обеспечивающего жизнедеятельность города (работников коммунального хозяйства и так далее). Рассредоточиваемые постоянно доставляются на рабочие места в город, а по окончании работы вывозятся в загородную зону.
Эвакуация и рассредоточение населения может проводиться по следующим принципам:
- производственному, то есть вывоз персонала объектов экономики с членами семей по предприятиям силами и средствами объектов экономики. Этот принцип помогает сохранить целостность коллектива объекта и более чётко спланировать и провести эвакуацию и рассредоточение;
- территориальному, то есть силами и средствами администрации города. Эвакуируется часть населения, не занятая на производстве и не являющаяся членами семей персонала объектов народного хозяйства.

Транспортом вывозятся рассредоточиваемые, формирования гражданской обороны, больные, престарелые, инвалиды, женщины с детьми до 10 лет. Остальные категории граждан выводятся пешком до пункта промежуточной эвакуации.
Районы эвакуации и рассредоточения в загородной зоне согласуются с органами местной исполнительной власти и гражданской обороны. Весь фонд жилых, административных и общественных зданий в районах эвакуации передаётся в распоряжение начальников гражданской обороны — руководителей местных органов исполнительной власти. Горожане размещаются в них на основании ордеров, выданных этими органами.

### Отселение
Отселение — переселение людей из зоны радиационной аварии, разрушений, затоплений и тому подобное на постоянное местожительство. Временным отселением называется переселение людей на срок, измеряемый месяцами и больше, при условии возможного последующего возвращения в места постоянного проживания.
Для подготовки к эвакуации заблаговременно проводят подготовительные мероприятия:
- разработка планов эвакуации на предприятиях, согласованных с органами власти и ГО; план включает маршрут, места малых и больших привалов, график вывоза из зон поражения, районы эвакуации, транспортные средства эвакуации, обеспечение средствами индивидуальной защиты, продуктами питья и водой, перечень должностных лиц, ответственных за эвакуацию и так далее;
- подготовка системы пунктов временного размещения и длительного проживания населения, подготовка транспорта;
- подготовка производственного персонала и населения к эвакуации путём проведения специальных занятий и учений;
- разработка схемы эвакуации — нанесение на план местности маршрутов, мест привалов, пунктов питания и медицинского обслуживания, выдачи средств индивидуальной защиты, сборных и приёмных эвакопунктов и так далее.

## Эвакуация людей из зданий, сооружений и других объектов
Обеспечение эвакуации людей при пожарах из зданий, сооружений и других объектов — мера пожарной безопасности. Эвакуация с мест пожаров, аварий, катастроф и иных чрезвычайных ситуаций людей и имущества проводится при тушении пожаров и проведении аварийно-спасательных работ.
Один из самых важных вопросов, связанный с охраной безопасности, является эвакуация мест скопления людей. В зависимости от назначения сооружений следует различать два основных вида эвакуации — постепенную и одновременную; постепенная наблюдается, например, в зданиях административного и торгового назначения, одновременная — в зданиях для массовых собраний.
Постепенная эвакуация может трансформироваться в одновременную при наличии условий, распространяющих потребность в эвакуации на всех находящихся в здании.
В зданиях должны быть предусмотрены конструктивные, объёмно-планировочные и инженерно-технические решения, обеспечивающие в случае пожара возможность эвакуации людей независимо от их возраста и физического состояния наружу на прилегающую к зданию территорию до наступления угрозы их жизни и здоровью вследствие воздействия опасных факторов пожара.
Требования к параметрам эвакуационных выходов (включая двери, лестничные марши, коридоры и иные пути) с разбивкой по классам зданий регламентируются СП 1.13130 «Системы противопожарной защиты. Эвакуационные пути и выходы» (Приказ МЧС от 19 марта 2020 г. № 194).

### Эвакуация маломобильных групп населения
Расчетное количество МГН в зданиях, по группам зданий определяется пунктами 9.1.3 и 9.1.4 Приказа МЧС от 19 марта 2020 г. № 194.
Этим же приказом регламентируется классификация МГН по группам мобильности:
| Группа мобильности | Общие характеристики людей групп мобильности |
| ------------------ | --- |
| М1                 | Люди, не имеющие инвалидности со сниженной мобильностью (люди пенсионного возраста, люди с детьми дошкольного возраста, беременные женщины), а также глухие и слабослышащие |
| М2                 | Пожилые немощные люди (в том числе инвалиды по старости), инвалиды с недостатками зрения, пользующиеся белой тростью                                                        |
| М3                 | Инвалиды и другие маломобильные граждане, не относящиеся к группе М2, использующие при движении дополнительные опоры (костыли, трости), инвалиды на протезах                |
| М4                 | Инвалиды и другие маломобильные граждане, не относящиеся к группе М2, передвигающиеся на креслах-колясках                                                                   |
| НМ                 | Немобильные граждане |
| НТ                 | Нетранспортабельные люди |
| НО                 | Люди с ограниченной степенью свободы, в том числе люди с психическими отклонениями                                                                                          |

Места обслуживания и постоянного нахождения маломобильных групп населения должны располагаться на минимально возможных расстояниях от эвакуационных выходов из помещений, с этажей и из зданий наружу. При этом расстояние от дверей помещения с пребыванием инвалидов, выходящего в тупиковый коридор, до эвакуационного выхода с этажа не должно превышать 15 метров.
Места для инвалидов в зрительных залах должны располагаться в отдельных рядах, выходящих на самостоятельный путь эвакуации, не пересекающийся с путями эвакуации остальной части зрителей. Места для зрителей с поражением опорно-двигательного аппарата на трибунах спортивных сооружений и спортивно-зрелищных зданий следует предусматривать в зоне, непосредственно примыкающей к выходу на трибуну.
Посадочные места (столы) для инвалидов в залах предприятий общественного питания следует располагать вблизи от эвакуационного выхода, но в непроходной зоне.
Ширина (в свету) участков эвакуационных путей, используемых маломобильными группами населения, должна быть не менее:
- дверей из помещений, с числом находящихся в них не более 15 человек: 0,9 м;
- проёмов и дверей в остальных случаях, проходов внутри помещений: 1,2 м;
- переходных лоджий и балконов: 1,5 м;
- коридоров, пандусов, используемых для эвакуации: 1,8 м.

Не допускается предусматривать пути эвакуации по открытым металлическим наружным лестницам. Пандус, служащий путём эвакуации с вышележащих этажей в реконструируемом здании или сооружении, должен быть непосредственно связан через тамбур с выходом наружу.
Следует применять лифты, оснащённые системами управления и противодымной защиты, аналогичные системам лифтов для транспортирования пожарных подразделений в зданиях и сооружениях.

## Эвакуация с территории
Эвакуация людей из зоны чрезвычайной ситуации или с территории на которой существует угроза возникновения чрезвычайной ситуации происходит при проведении эвакуационных мероприятий.

### Энциклопедическая литература
- Эвакуация // Малый энциклопедический словарь Брокгауза и Ефрона. — 2-е изд., вновь перераб. и значит. доп. — Т. 1—2. — СПб., 1907—1909.
- Эвакуация больных и раненых // Энциклопедический словарь Брокгауза и Ефрона : в 86 т. (82 т. и 4 доп.). — СПб., 1890—1907.
- Эвакуация // Энциклопедический словарь Гранат: В 58 томах. — М., 1910—1948.
- Распорядительные по эвакуации комитеты // Энциклопедический словарь Брокгауза и Ефрона : в 86 т. (82 т. и 4 доп.). — СПб., 1890—1907.

### Нормативная литература
- Закон «О защите населения и территорий от ЧС природного и техногенного характера».
- ГОСТ Р 22.3.16-2019 (ИСО 22315:2014) Безопасность в чрезвычайных ситуациях. Эвакуация населения. Основные принципы.
- ГОСТ Р 22.3.18-2021 Архивная копия от 3 января 2022 на Wayback Machine Безопасность в чрезвычайных ситуациях. Пункты временного размещения населения, пострадавшего в чрезвычайных ситуациях. Общие требования. Приёмка в эксплуатацию.
- ГОСТ Р 22.3.17-2020 Архивная копия от 3 января 2022 на Wayback Machine Безопасность в чрезвычайных ситуациях. Планирование мероприятий по эвакуации и рассредоточению населения при угрозе и возникновении чрезвычайных ситуаций. Основные положения.
- СП 3.13130.2009 Архивная копия от 3 января 2022 на Wayback Machine Системы противопожарной защиты. Система оповещения и управления эвакуацией людей при пожаре. Требования пожарной безопасности.
- О комплексе мер Архивная копия от 3 января 2022 на Wayback Machine по обеспечению эвакуации граждан Российской Федерации из иностранных государств в случае возникновения чрезвычайных ситуаций (с изменениями на 10 октября 2018 года).
- ГОСТ Р 58217-2018 Архивная копия от 3 января 2022 на Wayback Machine Нефтяная и газовая промышленность. Арктические операции. Эвакуация и спасание персонала морских платформ. Общие положения.
- ГОСТ Р 59639-2021 Архивная копия от 3 января 2022 на Wayback Machine Системы оповещения и управления эвакуацией людей при пожаре. Руководство по проектированию, монтажу, техническому обслуживанию и ремонту. Методы испытаний на работоспособность.
- Клинические рекомендации (протокол лечения). Организация медицинской эвакуации при преждевременных родах Архивная копия от 3 января 2022 на Wayback Machine.
- Клинические рекомендации (протокол лечения). Организация медицинской эвакуации беременных женщин, рожениц и родильниц при неотложных состояниях Архивная копия от 3 января 2022 на Wayback Machine.